# Cranachan

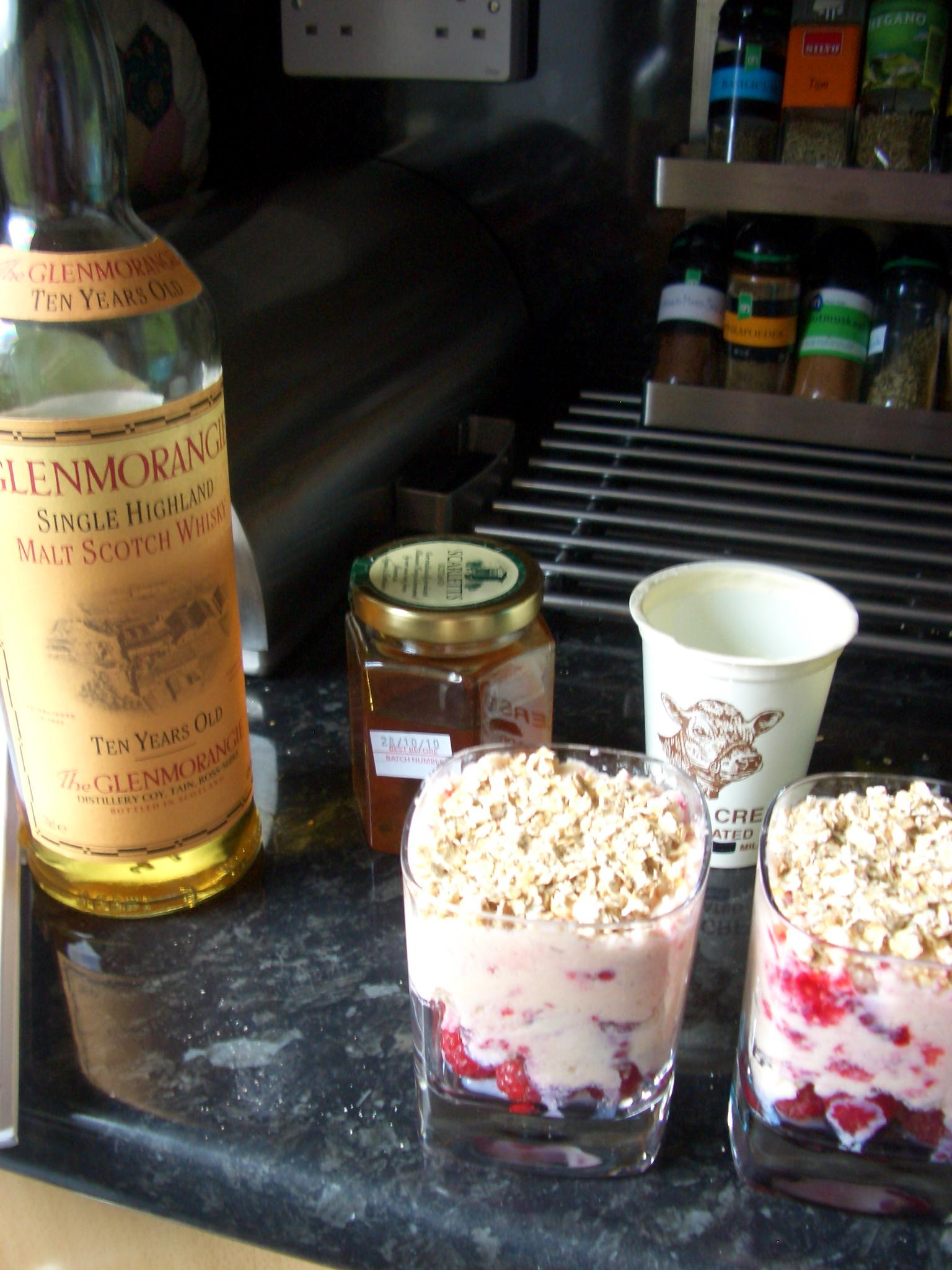
Cranachan

Cranachan is een traditioneel Schots nagerecht. Van oorsprong is cranachan een zomergerecht en werd het rond de oogsttijd gegeten. Tegenwoordig wordt het het hele jaar door gegeten, bijvoorbeeld bij een huwelijk of andere speciale gelegenheid. Bij de traditionele manier van serveren worden de ingrediënten in aparte schalen opgediend, zodat ieder persoon zijn eigen nagerecht kan samenstellen.
Tegenwoordig wordt cranachan over het algemeen gemaakt van een mengsel van slagroom, whisky, honing en verse frambozen. Verder wordt het met havermout gegarneerd. Oudere recepten zijn soberder; geen whisky en het fruit is optioneel. 

## Bron
- "The Scots Kitchen: Its Lore & Recipes" van F. Marian McNeill, Blackie, 1929